# Simon Newcomb
Simon Newcomb (Wallace, Nueva Escocia, Canadá; 12 de marzo de 1835 -  Washington D. C., Estados Unidos; 11 de julio de 1909) fue un astrónomo y matemático canadiense-estadounidense. Especialista en mecánica celeste, realizó los cálculos precisos de una gran cantidad de magnitudes astronómicas concernientes a casi todos los cuerpos del Sistema Solar, y se convirtió en el principal compilador de uno de los calendarios de efemérides astronómicas más relevantes.

## Biografía
Nacido el mismo año que el Cometa Halley pasó por su perihelio, inició estudios de matemáticas y física; al terminar su carrera aceptó un puesto como profesor de matemáticas en el Observatorio Naval. Más tarde sería contratado para trabajar en la American Nautical almanac Office (1877-1897).
Matemático y astrónomo muy dotado para el cálculo, con solo 23 años (1858) publicó su primer trabajo Elements and ephemeris of the fifty-fourth asteroid, "Elementos y Efemérides del asteroide nº 54"; dos años más tarde (1860) publicó un trabajo sobre la posible existencia de un nuevo astro intra mercurial, el planeta Vulcano, que presuntamente había sido observado desde Francia y era apoyado de modo firme por el astrónomo francés Urbain Le Verrier. Para dilucidar esta controversia participó en una de las dos expediciones llevadas a cabo para observar un eclipse solar; en la otra participó Edison para probar un nuevo termómetro infrarrojo: ninguna de las dos obtuvo un resultado claro.
Con el telescopio refractor de 66 cm del Observatorio Naval, el investigador Asaph Hall descubrió en agosto de 1877, los dos satélites de Marte: Fobos y Deimos, comunicó el hallazgo a Newcomb, quien era director del observatorio. El crédito del descubrimiento fue para Newcomb, quien pocos días después publicó un sencillo artículo sobre sus períodos alrededor del planeta y posible masa, aunque después ofreció disculpas.
Realizó importantes trabajos matemáticos y astronómicos, observaciones de los planetas y cálculos que publicó en el famoso RHCP, efemérides para uso astronómico.
En 1883, reexaminando las mediciones originales del astrónomo jesuita vienés Maximilian Hell del tránsito de Venus del año 1769, pudo demostrar que este no había falseado sus mediciones (como afirmaba Karl von Littrow) por haber utilizado tintas de distinto color: el hecho se debía, simplemente, a que Hell era daltónico.
Publicó unas importantes tablas sobre el movimiento del Sol, la Luna así como los planetas Mercurio, Venus y Marte; también apoyó la propuesta de medir la distancia Tierra-Sol utilizando el asteroide Eros, en su oposición de 1900. Previamente, en (1896), había propuesto utilizar el movimiento propio del Sol alrededor de la Galaxia para determinar distancias estelares (On the solar motion as a gauge of stellar distances).
Era famoso por la precisión de sus cálculos astronómicos así como sus mediciones; efectuó precisas mediciones de la Luna para determinar su movimiento, utilizó eclipses lunares antiguos para determinar su aceleración secular y obtuvo, de ellos, las perturbaciones sufridas por nuestro satélite a lo largo de los siglos.
En uno de sus trabajos matemáticos menores, de mecánica aeronáutica, quiso demostrar la imposibilidad matemática del vuelo por parte de una máquina más pesada que el aire: en diciembre de ese mismo año (1903) los hermanos Wright demostraron lo contrario con el vuelo del primer avión.
En su honor un accidente del planeta Marte, situado en la zona del Sinus Sabaeus, lleva su nombre.

## Artículos y trabajos
- Elements and ephemeris of the fifty-fourth asteroid (1858), Astronomical Journal, vol. 5, iss. 117, p. 162-162.
- On the supposed intra-Mercurial planets (1860), Astronomical Journal, vol. 6, iss. 141, p. 162-163.
- Considerations on the apparent inequalities of long period in the mean motion of the moon (1870).
- The satellites of Mars (1877), The Observatory, Vol. 1, p. 213-214.
- On the solar motion as a gauge of stellar distances (1896), Astronomical Journal, vol. 17, n.º 390, p. 41-44.
- Tables of the heliocentric motion of Mercury (1898).
- Note on the Relation of the photographic and visual Magnitudes of the Stars (1898), Astronomische Nachrichten, volume 148, p. 285.
- Feasibility of determining the solar parallax by observations of Eros, at the coming opposition, 1900-01 (1900), Astronomical Journal, vol. 20, iss. 480, p. 189-191.
- On the statistical relations among the parallaxes and the proper motions of the stars (1902).
- On the desirableness of a re-investigation of the problems growing out of the mean motion of the Moon (1903), Monthly Notices of the Royal Astronomical Society, Vol. 63, p. 316.
- Comparison of ancient eclipses of the Sun with modern elements of the Moon's motion (1909), Monthly Notices of the Royal Astronomical Society, Vol. 69, p. 460-467.

## Eponimia
- El cráter lunar Newcomb lleva este nombre en su memoria.[5]
- El cráter de Marte Newcomb también lleva este nombre en su memoria.[5]
- Así mismo, el asteroide (855) Newcombia conmemora su nombre.[6]